# Combate de Catambuco
El combate de Catambuco fue un enfrentamiento militar librado en 1823 entre las fuerzas patriotas y realistas con victoria de las segundas.

## Antecedentes
En la primera mitad de 1823, el general Bartolomé Salom había conseguido la aparente pacificación de San Juan de Pasto. Poco después, el coronel milicias del rey, Agustín Agualongo, empezó a reunir a los veteranos dispersos de Bomboná, Pichincha y Pasto. Justo entonces, el general Salom había viajado a Quito por orden de Simón Bolívar, dejando a cargo al coronel Juan José Flores del mando civil y militar de Pasto. Esta rebelión estaba bien planeada. Al sur de la ciudad Agualongo reunió más de 400 hombres y avanzó para reunirse con una columna de reclutas proveniente de Popayán, pero Flores de enteró y decidió interceptarlo para impedir tal unión. Sin embargo, Agualongo se escabulló por caminos de montaña y reclutó más de 300 combatientes a su paso por el camino de Yacuanquer. Debe mencionarse que en Patía, valle entre Popayán y Pasto, la mayoría de sus habitantes se habían mantenido tranquilos después de firmarse un acuerdo de paz en Berruecos el 6 de junio del año anterior. Solamente un tal Jerónimo Toro levantó una guerrilla en Sombrerillos y la hacienda Mazamorras.
Tanto Salom como Flores eran muy odiados en la comarca, pues habían protagonizado La Jura, evento ocurrido el 20 de enero de 1823, cuando el pueblo de San Juan fue convocado a jurar lealtad a las leyes republicanas y que fue aprovechado por ambos oficiales para reclutar a la fuerza y llevarse lejos de sus hogares a más de 1.200 hombres de la localidad.

## Fuerzas enfrentadas
Según una carta de Bolívar «El señor Coronel Flores tenía 500 fusileros y 70 hombres de caballería veteranos». En otra carta, esta vez de Carlos Eloy Demarquet, secretario del Libertador, se dice: «El 12 del mes próximo pasado ha sido batido en Pasto por los facciosos Agualongo y Merchancano, el señor Coronel Flores que ocupaba con 600 hombres aquel territorio». Sin embargo, según José María Obando, eran 650 combatientes. Principalmente eran reclutas, incluyendo 150 pastusos dirigidos por los oficiales locales Nicolás Cháves y Tomás Miguel Santa Cruz.
La mayoría de las fuentes sitúan el número de monárquicos en 800, basados en la carta de Demarquet: «Según las noticias que ha tenido S. E. el Libertador, la fuerza del enemigo consistía en 600 hombres, de los cuales 200 tenían fusiles el día del suceso». Otros reducen el número basándose en la mencionada carta de Bolívar: «acaba de llegar á Quito la noticia de que el Coronel Flores ha sido completamente derrotado en Pasto por más de 600 pastusos». En cambio, Obando dice que fueron 3.000, aunque apenas 200 tenían fusiles y con pocas municiones.

## Combate
La mayoría de los rebeldes sólo tenían chuzos, frenos, palos, sables, machetes, lanzas y garrotes; apenas 200 tenían fusiles recompuestos. Sin embargo, Flores, en lugar de esperar a los realistas en una posición ventajosa desde donde utilizar su superior armamento para fusilarlos, decidió salir a enfrentarlos en campo abierto en el caserío de Catambuco, una legua al sur de San Juan. Superados en número, los patriotas fueron rodeados y masacrados después de una larga lucha a arma blanca. El terreno no era adecuado para la caballería, pero Flores ordenó al escuadrón montado Guías del teniente coronel Jiménez cargar, logrando desordenar la retaguardia enemiga. Poco después se le unió el batallón del teniente coronel Obando, que logró rechazar un ataque realista en el mismo sector. Creyéndose victorioso, Flores ordenó a Obando acometer, sin embargo, Jiménez fue herido y el teniente Matute ordenó volver caras a la caballería, que chocó con la infantería y las fuerzas patriotas se desordenaron. Esto hizo posible a los realistas cargar y no pudieron ser contenidos en el callejón del caserío. A pesar de todo, con una compañía de 50 soldados, el comandante logró contener momentáneamente a los enemigos que atacaban de frente pero empezó a ser flanqueado por su izquierda y pronto quedó aislado de Flores y el resto de la tropa. Pronto, los pastusos no pudieron ser contenidos ni en la colina de Santiago, donde Flores hizo varios esfuerzos por reorganizar a sus soldados. Entre tanto, la compañía que quedó con Obando fue aniquilada y su comandante tuvo que abrirse paso luchando con unos pocos sobrevivientes. Flores, Obando, Luque, Jiménez y otros oficiales apenas pudieron huir pero abandonando todo el material bélico.

## Consecuencias
Flores huyó a Juanumbú al estar cortada la ruta al sur con menos de 100 soldados, dejando 500 fusiles al enemigo y 200 a 300 prisioneros. Además, se hicieron con una pieza de artillería. En el campo de batalla quedaron también 300 cadáveres, la mitad de ellos republicanos. Agualongo fue nombrado coronel de milicias. Poco después, el 20 de junio, Estanislao Merchán Cano y Agualongo le escribieron al Consejo de Otavalo reconociendo haber matado 300 enemigos y la captura de igual número, a los que prometían respetar. Pronto sucedería el encuentro decisivo en Ibarra.